# Pseudotropheus cyaneus
Espèce
Statut de conservation UICN

 VU D2 : Vulnérable
Pseudotropheus cyaneus est une espèce de poisson de la famille des cichlidae et de l'ordre des Cichliformes. Cette espèce comme son genre Pseudotropheus est originaire et endémique du lac Malawi en Afrique. Cette espèce est probablement endémique de l'île de Chinyamwezi, dans le lac Malawi.